# Thierry Guichard
Thierry Guichard est un athlète français, né à Saint-Marcel le 29 mai 1960, adepte de la course d'ultrafond et champion de France des 100 km en 2002.

## Biographie
Thierry Guichard est champion de France des 100 km de Millau en 2002. Il est également médaillé d'or par équipe au championnat d'Europe IAU des 100 km de Winschoten en 1999, médaillé d'argent par équipe au championnat d'Europe IAU des 100 km de Belvès en 2000 et médaillé de bronze par équipe en 1998. En 1999, il est vice-champion du monde et vice-champion du monde par équipe des 100 km de Vendée. En 2000, Il est champion du monde par équipe aux 100 km de Winschoten, ainsi qu'en 2001 aux championnats du monde par équipe des 100 km de Cléder,,. Il est champion de France des 100 km du Loire-Béconnais en 2004, cette fois-ci dans sa catégorie d'âge,.
Thierry Guichard est entraîneur de la section Course à pied de l'Entente sportive de la vallée d'Eure (ESVE).

## Records personnels
Statistiques de Thierry Guichard d'après la Fédération française d'athlétisme (FFA) et le site de la commission de la documentation et de l'histoire :
- 5 000 m : 15 min 11 s 55 en 1995[réf. nécessaire]
- 10 000 m : 31 min 3 s 1 en 1994
- 10 km route : 31 min 1 s en 1995
- 20 km route : 1 h 4 min 0 s en 1989[réf. nécessaire]
- Semi-marathon : 1 h 6 min 7 s en 1996
- Marathon : 2 h 20 min 23 s au marathon du Cher en 1996[8]
- 100 km route : 6 h 24 min 26 s aux championnats du monde IAU des 100 km de Vendée en 1999[3]